# Uwe Wagschal
 (décembre 2021).
La mise en forme du texte ne suit pas les recommandations de Wikipédia : il faut le « wikifier ».
Les points d'amélioration suivants sont les cas les plus fréquents. Le détail des points à revoir est peut-être précisé sur la page de discussion.
- Les titres sont pré-formatés par le logiciel. Ils ne sont ni en capitales, ni en gras.
- Le texte ne doit pas être écrit en capitales (les noms de famille non plus), ni en gras, ni en italique, ni en « petit »…
- Le gras n'est utilisé que pour surligner le titre de l'article dans l'introduction, une seule fois.
- L'italique est rarement utilisé : mots en langue étrangère, titres d'œuvres, noms de bateaux, etc.
- Les citations ne sont pas en italique mais en corps de texte normal. Elles sont entourées par des guillemets français : « et ».
- Les listes à puces sont à éviter, des paragraphes rédigés étant largement préférés. Les tableaux sont à réserver à la présentation de données structurées (résultats, etc.).
- Les appels de note de bas de page (petits chiffres en exposant, introduits par l'outil «  Source ») sont à placer entre la fin de phrase et le point final[comme ça].
- Les liens internes (vers d'autres articles de Wikipédia) sont à choisir avec parcimonie. Créez des liens vers des articles approfondissant le sujet. Les termes génériques sans rapport avec le sujet sont à éviter, ainsi que les répétitions de liens vers un même terme.
- Les liens externes sont à placer uniquement dans une section « Liens externes », à la fin de l'article. Ces liens sont à choisir avec parcimonie suivant les règles définies. Si un lien sert de source à l'article, son insertion dans le texte est à faire par les notes de bas de page.
- La présentation des références doit suivre les conventions bibliographiques. Il est recommandé d'utiliser les modèles {{Ouvrage}}, {{Chapitre}}, {{Article}}, {{Lien web}} et/ou {{Bibliographie}}. Le mode d'édition visuel peut mettre en forme automatiquement les références.
- Insérer une infobox (cadre d'informations à droite) n'est pas obligatoire pour parachever la mise en page.

Pour une aide détaillée, merci de consulter Aide:Wikification.
Si vous pensez que ces points ont été résolus, vous pouvez retirer ce bandeau et améliorer la mise en forme d'un autre article.
Uwe Wagschal (né le 28 mars 1966 à Lauffen am Neckar) est un politologue allemand et professeur à l'université de Fribourg-en-Brisgau à Fribourg-en-Brisgau.

## Biographie
Wagschal étudie les sciences politiques et l'économie à l'université de Heidelberg à partir du semestre d'hiver 1987/88 après avoir obtenu son diplôme d'études secondaires à Eppingen en 1986 et effectué son service militaire de base. Il a complété ce cours en 1992 avec la thèse de maîtrise dirigée par Manfred G. Schmidt avec le titre Déterminants politiques de la dette nationale dans les pays industrialisés occidentaux. En juillet 1993, il obtient un diplôme en économie après avoir terminé un cycle d'études complémentaire avec la thèse « Plus d'emploi grâce à une rémunération liée aux rendements? Les conséquences du plan Weitzman » (en allemand : „Mehr Beschäftigung durch ertragsabhängige Entlohnung? Die Konsequenzen des Weitzman-Plans". En mai 1996, Wagschal effectue sa thèse de doctorat à Heidelberg sous la supervision de Schmidt et Klaus von Beyme avec comme sujet la dette publique. Il obtient le titre de Dr. Phil, ce qui englobe dans le système allemand des matières comme la philosophie, la sociologie, l'économie ou encore la politologie. Par la suite, il a d'abord travaillé à l'université de Heidelberg jusqu'en 1997 en tant qu'employé de recherche, puis en tant qu'assistant de recherche. En 1997, il a rejoint l'université de Brême en tant qu'assistant de recherche.
Au semestre d'été 2002, Wagschal obtient un poste d'enseignant à l'université de Zurich et, au semestre d'été 2003, il est nommé professeur suppléant à l'université de Munich. Au semestre d'hiver suivant, il a repris la chaire précédemment dévouée à la recherche politique empirique et l'analyse politique à Munich. En 2005, il est passé à la chaire d'études comparatives gouvernementales à l'université de Heidelberg. Wagschal est professeur titulaire de sciences politiques (théorie comparée du gouvernement) à l'université de Fribourg depuis 2009.
Uwe Wagschal est membre du comité consultatif scientifique du Bertelsmann Transformation Index.

## Publications (non exhaustives)
Les recherches d'Uwe Wagschal portent principalement sur la politique culturelle et la politique financière ou encore sur la dette publique et la politique fiscale. En outre, il étudie l'activité étatique comparée ainsi que la démocratie directe, la recherche sur les conflits et l'analyse comparative des systèmes politiques avec comme point de référence le système politique allemand.
- (de) Uwe Wagschal, Staatsverschuldung: Ursachen im internationalen Vergleich, Opladen, Leske und Budrich, 1996 (ISBN 978-3-8100-1649-2)
- (de) Uwe Wagschal et Herbert Obinger, Drei Welten des Wohlfahrtsstaates? Eine clusteranalytische Überprüfung des Stratifizierungskonzeptes von Esping-Andersen, Brême, ZeS, 1997
- (de) Uwe Wagschal, Schranken staatlicher Steuerungspolitik: Warum Steuerreformen scheitern können, Brême, ZeS, 1998
- (de) Uwe Wagschal et Herbert Obinger, Der Einfluß der Direktdemokratie auf die Sozialpolitik, Brême, ZeS, 1999
- (de) Uwe Wagschal, Daniele Ganser et Hans Rentsch, Der Alleingang: Die Schweiz 10 Jahre nach dem EWR-Nein, Zurich, Orell Füssli, 2002 (ISBN 978-3-280-05041-5)
- (de) Uwe Wagschal, Steuerpolitik und Steuerreformen im internationalen Vergleich: Eine Analyse der Ursachen und Blockaden, Münster, Lit, 2005 (ISBN 978-3-8258-8234-1)
- (de) Uwe Wagschal et Georg Wenzelburger, Haushaltskonsolidierung, Wiesbaden, Verlag für Sozialwissenschaften, 2008 (ISBN 978-3-531-15610-1)
- (de) Uwe Wagschal, Maximilian Grasl et Sebastian Jäckle, Arbeitsbuch empirische Politikforschung, Münster, Lit, 2009 (ISBN 978-3-8258-8856-5)
- (de) Uwe Wagschal, Statistik für Politikwissenschaftler, Oldenbourg, De Gruyter, 1999 (réimpr. 2016) (ISBN 978-3-486-23847-1)